# Polyrhizon terminaliae
Polyrhizon terminaliae är en svampart som beskrevs av Syd. & P. Syd. 1914. Polyrhizon terminaliae ingår i släktet Polyrhizon och familjen Venturiaceae.   Inga underarter finns listade i Catalogue of Life.